# Mosteiro de Danilov
Mosteiro de Danilov ou Sacro Mosteiro Danilov (em russo: Свято-Данилов монастырь) é um templo monastério localizado às margens do rio Moscovo, na cidade de Moscou. Desde 1983, o mosteiro serve como a sede da Igreja Ortodoxa Russa, sendo a residência oficial do Patriarca.